# Rühstädt
Rühstädt est une commune allemande de l'arrondissement de Prignitz, Land de Brandebourg.

## Géographie
Rühstädt se situe sur l'Elbe.
La commune comprend les quartiers d'Abbendorf, Bälow et Gnevsdorf.
|           | Bad Wilsnack |                     |
| Seehausen | Rühstädt     | Legde/Quitzöbel     |
|           |              | Altmärkische Wische |

## Histoire
La toponymie de Rühstädt remonte vraisemblablement au mot Ruhestätte (« lieu de repos ») et est lié au fait que dans la crypte de l'église du village se trouvent les sépultures de la maison de Quitzow, qui a un rôle important dans l'histoire de la Marche de Brandenbourg à la fin du Moyen Âge.
Après la mort du dernier descendant de Quitzow de la ligne de Rühstädt, Cuno Hartwig von Quitzow, mort en 1719, le roi Frédéric-Guillaume de Prusse confie Rühstädt avec Friedrich Wilhelm von Grumbkow.

Le 6 mars 1830, Abbendorf, Gnevsdorf et Rühstädt sont complètement inondés après plusieurs barrages. Les ruptures de barrage sont causées par la dérive et l'accumulation de glace sur l'Elbe. Les dégâts sont considérables.